# Anna Salvatore

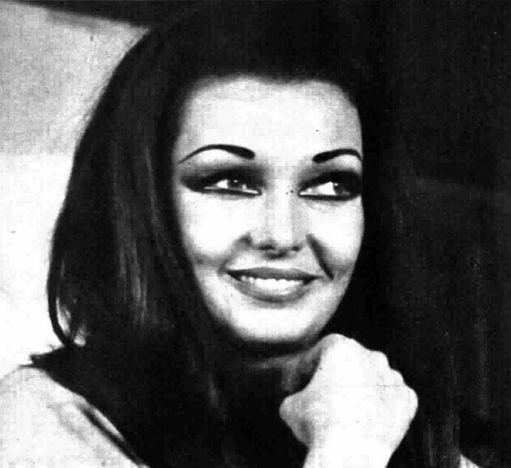
Radiocorriere, febbraio 1970.

Anna Salvatore (Roma, 5 settembre 1923 – Roma, 18 maggio 1978) è stata una pittrice, scultrice e scrittrice italiana.

## Biografia
Ebbe come maestri Galileo Chini e Felice Carena. Studiò a Firenze, frequentando poi l'Accademia delle Belle Arti di Roma, dove avviò un sodalizio artistico col pittore Domenico Purificato. Entrò nel mondo artistico dopo l'ultima guerra mondiale, diventando in breve tempo uno dei personaggi più noti del mondo culturale e mondano, anche grazie alla galleria d'arte "Il Pincio", che la pittrice gestì negli anni cinquanta a Piazza del Popolo. Conobbe e frequentò Ungaretti, Pasolini, Moravia, Anna Banti, Silori e Gatto.
La critica l'ha considerata una delle esponenti più importanti della pittura neorealista. Nel 1956 ottenne il primo successo alla Biennale di Venezia, dove era stata invitata, esponendo dei "bianco e nero" che rappresentavano ragazzi e ragazze di borgata. Dipinse molti autoritratti, prevalentemente con tecniche ad olio, in molti dei quali compariva nuda, con i lunghi capelli corvini sciolti sulle spalle. Nel volume fotografico del 1966, intitolato Subliminal Anna, la pittrice si fece fotografare nuda da Franco Fedeli.
Nel 1959 Federico Fellini le offrì una piccola parte ne La dolce vita, per la scena del salotto letterario, insieme all'attrice Laura Betti e allo scrittore Leonida Repaci. Nel 1966 Anna Salvatore si cimentò con la scrittura di un romanzo, Subliminal TU!, edito da Mondadori. Con l'editore Trevi pubblicò le raccolte poetiche Il gioco dei giochi e I dioscuri, da lei illustrate, e, nel 1968, Appassionatamente, due, un diario sentimentale ed erotico.
Sempre nel 1968 interpretò anche il ruolo di Laura  nel film  È stato bello amarti, regia di Adimaro Sala. Lavorò anche come costumista per alcuni spettacoli teatrali e per la televisione come nello sceneggiato in quattro puntate della Rai, Il vicario di Wakefield, di Oliver Goldsmith, in onda dal 1º novembre 1959, diretto da Guglielmo Morandi, e con Carlo D'Angelo, Evi Maltagliati e Ilaria Occhini. Da segnalare anche la sua inchiesta televisiva Donna, donna, trasmessa sul Secondo Canale nel settembre 1974 (intervistò, tra gli altri, l'amico Pasolini).
Morì improvvisamente a Roma, all'età di 54 anni, nella sua casa nel quartiere romano Parioli, stroncata da un ictus cerebrale. Un suo Autoritratto si trova nella Pinacoteca Comunale Andrea Alfano di Saracena (CS).

## Vita privata
Sposò il regista Pasquale Festa Campanile, da cui si separò nel 1962; dalla loro unione nacque lo sceneggiatore Raffaele Festa Campanile.

## Programmi radio RAI
- Donna 70, settimanale flash sulla donna degli anni settanta, di e con Anna Salvatore, trasmesso dal terzo programma nell'estate 1975, alle ore 18,30.

## Costumista varietà televisivi Rai
- Canzonissima, costumi di Anna Salvatore, trasmessa settembre dicembre 1960